# Маріо Дольдер
Маріо Дольдер (нім. Mario Dolder, нар. 22 червня 1990) — швейцарський біатлоніст та лижник. Виступає за біатлонну збірну Швейцарії з 21 року. 